# Aziatische auto in 1973
Dit artikel geeft een overzicht van alle Aziatische personenwagens geproduceerd in 1973 door een belangrijke autoconstructeur. De auto's staan alfabetisch gerangschikt per merk. Hier staan enkel Aziatische merken, ongeacht of ze eigendom zijn van een niet-Aziatisch concern. Ook gaat het om constructeurs die algemeen bekend zijn met auto's die algemeen voor het publiek verkrijgbaar zijn. 
| Honda |                  | concern:        | onafhankelijk |
| Honda | divisie:         |                 |               |
| Honda | merk:            | Honda Japan     |               |
| Honda | model:           | 145 sedan/coupe |               |
| Honda | einde productie: | 1974            |               |
| Honda | productieaantal: | 9736            |               |

| Mazda |                  | concern:                                                | onafhankelijk |
| Mazda | divisie:         |                                                         |               |
| Mazda | merk:            | Mazda Japan                                             |               |
| Mazda | model:           | Luce LA2/LA3 Series I estate/H-T (geëxporteerd als 929) |               |
| Mazda | einde productie: | 1980                                                    |               |
| Mazda | productieaantal: | ?                                                       |               |

| Mazda |                  | concern:                                   | onafhankelijk |
| Mazda | divisie:         |                                            |               |
| Mazda | merk:            | Mazda Japan                                |               |
| Mazda | model:           | Familia Presto FA3 series 2 (2e generatie) |               |
| Mazda | einde productie: | 1977                                       |               |
| Mazda | productieaantal: | ?                                          |               |

| Mitsubishi |                  | concern:                  | onafhankelijk |
| Mitsubishi | divisie:         |                           |               |
| Mitsubishi | merk:            | Mitsubishi Japan          |               |
| Mitsubishi | model:           | Lancer A70 (1e generatie) |               |
| Mitsubishi | einde productie: | 1979                      |               |
| Mitsubishi | productieaantal: | ?                         |               |

| Mitsubishi |                  | concern:                             | onafhankelijk |
| Mitsubishi | divisie:         |                                      |               |
| Mitsubishi | merk:            | Mitsubishi Japan                     |               |
| Mitsubishi | model:           | Galant A112/A114/A115 (2e generatie) |               |
| Mitsubishi | einde productie: | 1977                                 |               |
| Mitsubishi | productieaantal: | ?                                    |               |

| Nissan |                  | concern:                                           | onafhankelijk |
| Nissan | divisie:         |                                                    |               |
| Nissan | merk:            | Nissan, Datsun Japan                               |               |
| Nissan | model:           | Violet 710 (1e generatie; geëxporteerd als Datsun) |               |
| Nissan | einde productie: | 1977                                               |               |
| Nissan | productieaantal: | ?                                                  |               |

| Nissan |                  | concern:                                                                | onafhankelijk |
| Nissan | divisie:         |                                                                         |               |
| Nissan | merk:            | Nissan, Datsun Japan                                                    |               |
| Nissan | model:           | Sunny B210/B211 (3e generatie; geëxporteerd als Datsun 120Y/140Y/Sunny) |               |
| Nissan | einde productie: | 1977                                                                    |               |
| Nissan | productieaantal: | ?                                                                       |               |

| Nissan |                  | concern:                          | onafhankelijk |
| Nissan | divisie:         |                                   |               |
| Nissan | merk:            | Nissan Japan                      |               |
| Nissan | model:           | President 250/H250 (2e generatie) |               |
| Nissan | einde productie: | 1990                              |               |
| Nissan | productieaantal: | ?                                 |               |

| Suzuki |                  | concern:        | onafhankelijk |
| Suzuki | divisie:         |                 |               |
| Suzuki | merk:            | Suzuki Japan    |               |
| Suzuki | model:           | Fronte 360 LC20 |               |
| Suzuki | einde productie: | 1976            |               |
| Suzuki | productieaantal: | ?               |               |

| Tianjin |                  | concern:      | First Automotive Works China |
| Tianjin | divisie:         |               |                              |
| Tianjin | merk:            | Tianjin China |                              |
| Tianjin | model:           | TJ740         |                              |
| Tianjin | einde productie: | 1978          |                              |
| Tianjin | productieaantal: | 63            |                              |

| Yue Loong |                  | concern:                                                  | onafhankelijk |
| Yue Loong | divisie:         |                                                           |               |
| Yue Loong | merk:            | Yue Loong Taiwan                                          |               |
| Yue Loong | model:           | YLN 802 (in licentie gebouwde 2e generatie Nissan Cedric) |               |
| Yue Loong | einde productie: | 1976                                                      |               |
| Yue Loong | productieaantal: | ?                                                         |               |